# Liste von Sprengstoffanschlägen im Jahr 1999
Die Liste von Sprengstoffanschlägen im Jahr 1999 erfasst Anschläge mit Sprengladungen und anderen Spreng- und Brandvorrichtungen gegen Einrichtungen und Ansammlungen von Menschen, die im Jahr 1999 passierten. Zu den Formen zählen unter anderem Auto- und Rucksackbomben. Siehe auch Liste von Anschlägen auf Verkehrsflugzeuge.

## Liste
| Datum         | Ereignis                                                                      | Ort                          | Staat                  | Tote     | Verletzte | Anmerkung, Quellen                      |
| ------------- | ----------------------------------------------------------------------------- | ---------------------------- | ---------------------- | -------- | --------- | --------------------------------------- |
| 2. Jan. 1999  | Granatenangriff auf Zivilisten                                                | Jolo                         | Philippinen            | 10       | 74        | [ 1 ]                                   |
| 5. Jan. 1999  | Granatenangriff auf Café                                                      | Pristina                     | Jugoslawien            | 0        | 3         | [ 2 ]                                   |
| 29. Jan. 1999 | Granatenangriff auf Café                                                      | Pristina                     | Jugoslawien            | 0        | 7         | [ 3 ]                                   |
| 6. Feb. 1999  | Sprengstoffanschlag auf Supermarkt                                            | Pristina                     | Jugoslawien            | 3        |           | [ 4 ]                                   |
| 13. Feb. 1999 | Sprengstoffanschlag auf Gebäude                                               | Ferizaj                      | Jugoslawien            | 0        | 12        | [ 5 ]                                   |
| 14. Feb. 1999 | Sprengstoffanschlag auf Familiengeschäft und Bar                              | Kampala                      | Uganda                 | 5        | 35        | [ 6 ] [ 7 ]                             |
| 16. Feb. 1999 | Anschlag mit 6 Autobomben auf Regierungsgebäude                               | Taschkent                    | Usbekistan             | 16       | 120       | [ 8 ] [ 9 ] [ 10 ] [ 11 ] [ 12 ] [ 13 ] |
| 20. Feb. 1999 | Anschlag mit Autobombe auf Polizeistation                                     | Moira                        | Vereinigtes Königreich | 0        | 11        | [ 14 ]                                  |
| 23. Feb. 1999 | Anschlag mit Paketbombe auf Restaurant                                        | Khemis Miliana               | Algerien               | 4        | 22        | [ 15 ]                                  |
| 7. März 1999  | Granatenangriff auf Zivilisten                                                | Jessore                      | Bangladesch            | 8        | 150       | [ 16 ]                                  |
| 9. März 1999  | Sprengstoffanschlag auf Sekundarschule                                        | Khemis Miliana               | Algerien               | 3        | 25        | [ 17 ]                                  |
| 12. März 1999 | Anschlag mit Schusswaffen und Granaten auf Parteitreffen                      | Nawalapitiya                 | Sri Lanka              | 1        | 34        | [ 18 ]                                  |
| 13. März 1999 | Sprengstoffanschlag auf Markt                                                 | Mitrovica                    | Jugoslawien            | 4        | 40        | [ 19 ]                                  |
| 13. März 1999 | Sprengstoffanschlag auf Polizeistation und Markt                              | Podujeva                     | Jugoslawien            | 2        | 20        | [ 20 ]                                  |
| 19. März 1999 | Anschlag mit Autobombe auf Markt                                              | Wladikawkas                  | Russland               | 64       | 104       | [ 21 ]                                  |
| 1. Apr. 1999  | Anschlag mit Schusswaffen und Granatwerfer auf Militärlager                   | Jammu und Kashmir            | Indien                 | 31       |           | [ 22 ]                                  |
| 1. Apr. 1999  | Schusswaffen- und Artillerieangriff auf Soldaten und Zivilisten               | Malanje                      | Angola                 | 27 (+20) | 83        | [ 23 ]                                  |
| 15. Apr. 1999 | Sprengstoffanschlag                                                           | Albay                        | Philippinen            | 14       | 30        | [ 24 ]                                  |
| 17. Apr. 1999 | Sprengstoffanschlag auf den Brixton Market                                    | London                       | Vereinigtes Königreich | 0        | 45        | [ 25 ]                                  |
| 20. Apr. 1999 | Sprengstoffanschlag auf Zivilisten                                            | Rajouri                      | Indien                 | 5        | 33        | [ 26 ]                                  |
| 24. Apr. 1999 | Sprengstoffanschlag in der Hanbury Street                                     | London                       | Vereinigtes Königreich | 0        | 13        | [ 27 ]                                  |
| 30. Apr. 1999 | Sprengstoffanschlag auf den Admiral Duncan Pub                                | London                       | Vereinigtes Königreich | 3        | 79        | [ 28 ] [ 29 ]                           |
| 21. Mai 1999  | Sprengstoffanschlag auf Zivilisten                                            | Florencia                    | Kolumbien              | 0        | 21        | [ 30 ]                                  |
| 3. Juni 1999  | Sprengstoffanschlag auf Polizeiposten                                         | Delhi                        | Indien                 | 0        | 28        | [ 31 ]                                  |
| 9. Juni 1999  | Anschlag mit Autobombe auf Bus mit Volksmudschahedin-Mitgliedern              | nahe Bagdad                  | Irak                   | 7        | 37        | [ 32 ]                                  |
| 20. Juni 1999 | Artillerieangriff                                                             | Huambo                       | Angola                 | 3        | 100       | [ 33 ]                                  |
| 22. Juni 1999 | Sprengstoffanschlag auf Bahnhof                                               | Shiliguri                    | Indien                 | 10       | 80        | [ 34 ]                                  |
| 24. Juni 1999 | Sprengstoffanschlag auf Bus                                                   | Chengdu                      | China                  | 1        | 50        | [ 35 ]                                  |
| 4. Juli 1999  | Sprengstoffanschlag auf Zivilisten                                            | Istanbul                     | Türkei                 | 1        | 25        | [ 36 ]                                  |
| 8. Juli 1999  | Anschlag mit Schusswaffen und Sprengstoff auf Dorf und Polizeistation         | Antioquia                    | Kolumbien              | 25       | 0         | [ 37 ]                                  |
| 18. Juli 1999 | Sprengstoffanschlag auf Kirche                                                | Bouenza                      | Republik Kongo         | 44       |           | [ 38 ]                                  |
| 23. Juli 1999 | Sprengstoffanschlag auf türkisches Reisebüro                                  | München                      | Deutschland            | 0        | 2         | [ 39 ]                                  |
| 27. Juli 1999 | Sprengstoffanschlag auf Passagierbus                                          | nahe Rawalpindi              | Pakistan               | 11       | 25        | [ 40 ]                                  |
| 30. Juli 1999 | Anschlag mit Autobombe auf Militärlager                                       | Medellín                     | Kolumbien              | 6        | 30        | [ 41 ]                                  |
| 1. Aug. 1999  | Anschlag mit Autobombe auf Einkaufszentrum                                    | Banbridge                    | Vereinigtes Königreich | 0        | 12        | [ 42 ]                                  |
| 4. Aug. 1999  | Selbstmordattentat auf Polizeifahrzeug                                        | Veppankulam                  | Sri Lanka              | 14 (+1)  | 30        | [ 43 ]                                  |
| 11. Aug. 1999 | Sprengstoffanschlag auf Militärkonvoi                                         | Batticaloa                   | Sri Lanka              | 9        | 30        | [ 44 ]                                  |
| 31. Aug. 1999 | Sprengstoffanschläge auf Wohnhäuser in Russland                               | Buinaksk, Moskau, Wolgodonsk | Russland               | 367      | 1000+     |                                         |
| 10. Sep. 1999 | Sprengstoffanschlag auf Regierungsgebäude und Zivilisten                      | Istanbul                     | Türkei                 | 0        | 20        | [ 46 ] [ 47 ]                           |
| 23. Sep. 1999 | Anschlag mit Landmine auf Militärkonvoi                                       | Batticaloa                   | Sri Lanka              | 18       | 30        | [ 48 ]                                  |
| 26. Sep. 1999 | Sprengstoffanschlag auf Passagierbus                                          | Badulla                      | Sri Lanka              | 1        | 28        | [ 49 ]                                  |
| 28. Sep. 1999 | Granatenangriff auf Markt und serbische Zivilisten                            | Fushë Kosova                 | Kosovo                 | 2        | 37        | [ 50 ]                                  |
| 23. Okt. 1999 | Sprengstoffanschlag auf Basar                                                 | Jammu                        | Indien                 | 0        | 20        | [ 51 ]                                  |
| 7. Nov. 1999  | Sprengstoffanschlag auf Zivilisten                                            | Netanja                      | Israel                 | 0        | 33        | [ 52 ]                                  |
| 11. Nov. 1999 | Sprengstoffanschlag auf Expresszug                                            | Himachal Pradesh             | Indien                 | 11       | 100       | [ 53 ]                                  |
| 13. Nov. 1999 | Anschlag mit Autobombe auf Gewerbegebiet                                      | Bogotá                       | Kolumbien              | 8        | 45        | [ 54 ]                                  |
| 14. Nov. 1999 | Granatenangriff auf Wahlkampfveranstaltung                                    | Eppawala                     | Sri Lanka              | 2        | 43        | [ 55 ]                                  |
| 12. Dez. 1999 | Granatenangriff auf Marinestützpunkt und Polizeikaserne                       | Chocó                        | Kolumbien              | 65       | 0         | [ 56 ]                                  |
| 13. Dez. 1999 | Mörser- und Artillerieangriff auf Parteibüro, Militärlager und Polizeistation | Chavakacheri                 | Sri Lanka              | 1        | ~100      | [ 57 ]                                  |
| 18. Dez. 1999 | Selbstmordattentate auf Wahlkampfveranstaltung und Chandrika Kumaratunga      | Colombo, Gampaha             | Sri Lanka              | 21 (+2)  | 150       | [ 58 ] [ 59 ]                           |
| 18. Dez. 1999 | Anschlag mit Autobombe auf Zivilisten                                         | Putumayo                     | Kolumbien              | 4        | 24        | [ 60 ]                                  |